# Inca's

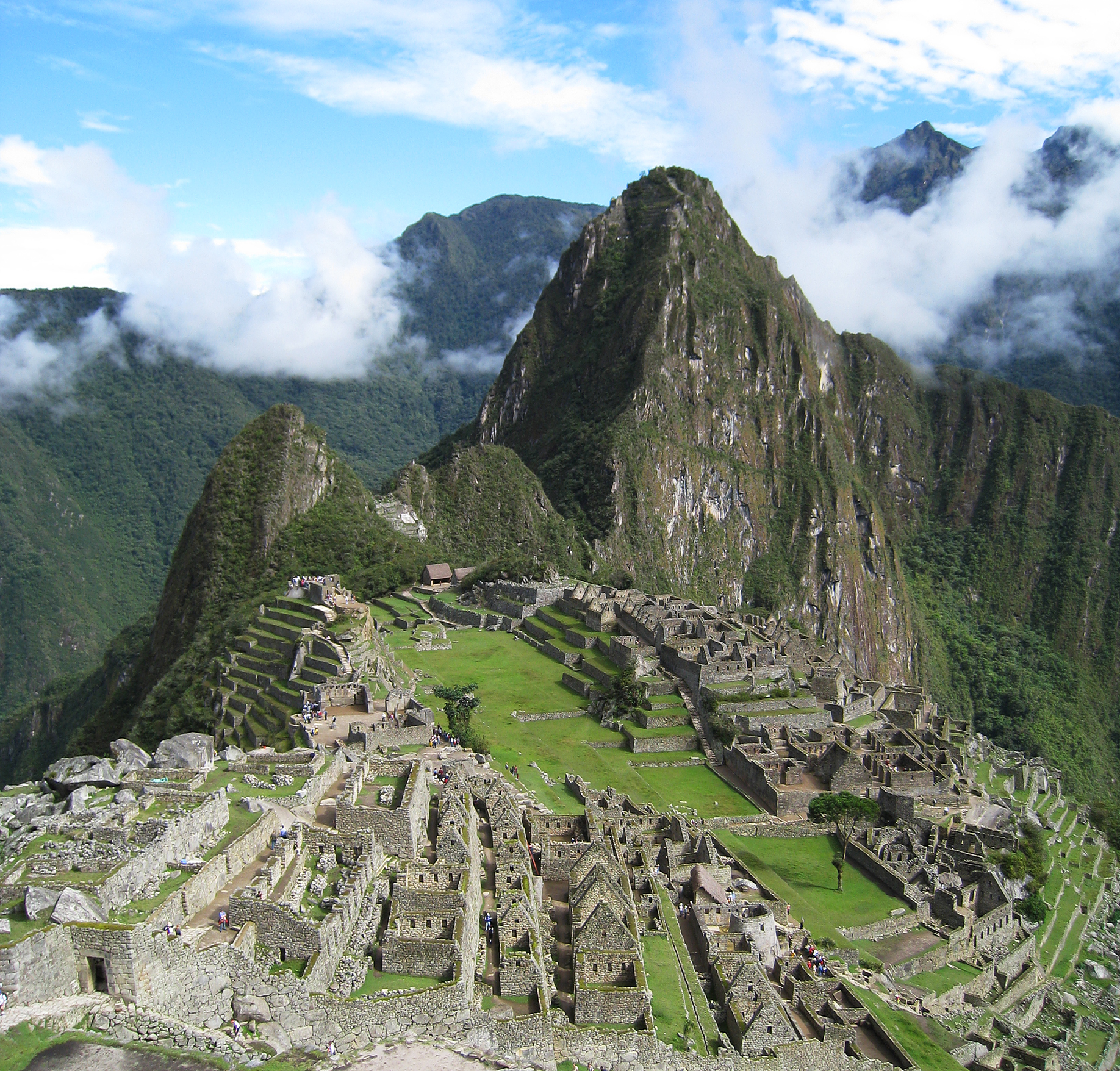
De Incastad Machu Picchu

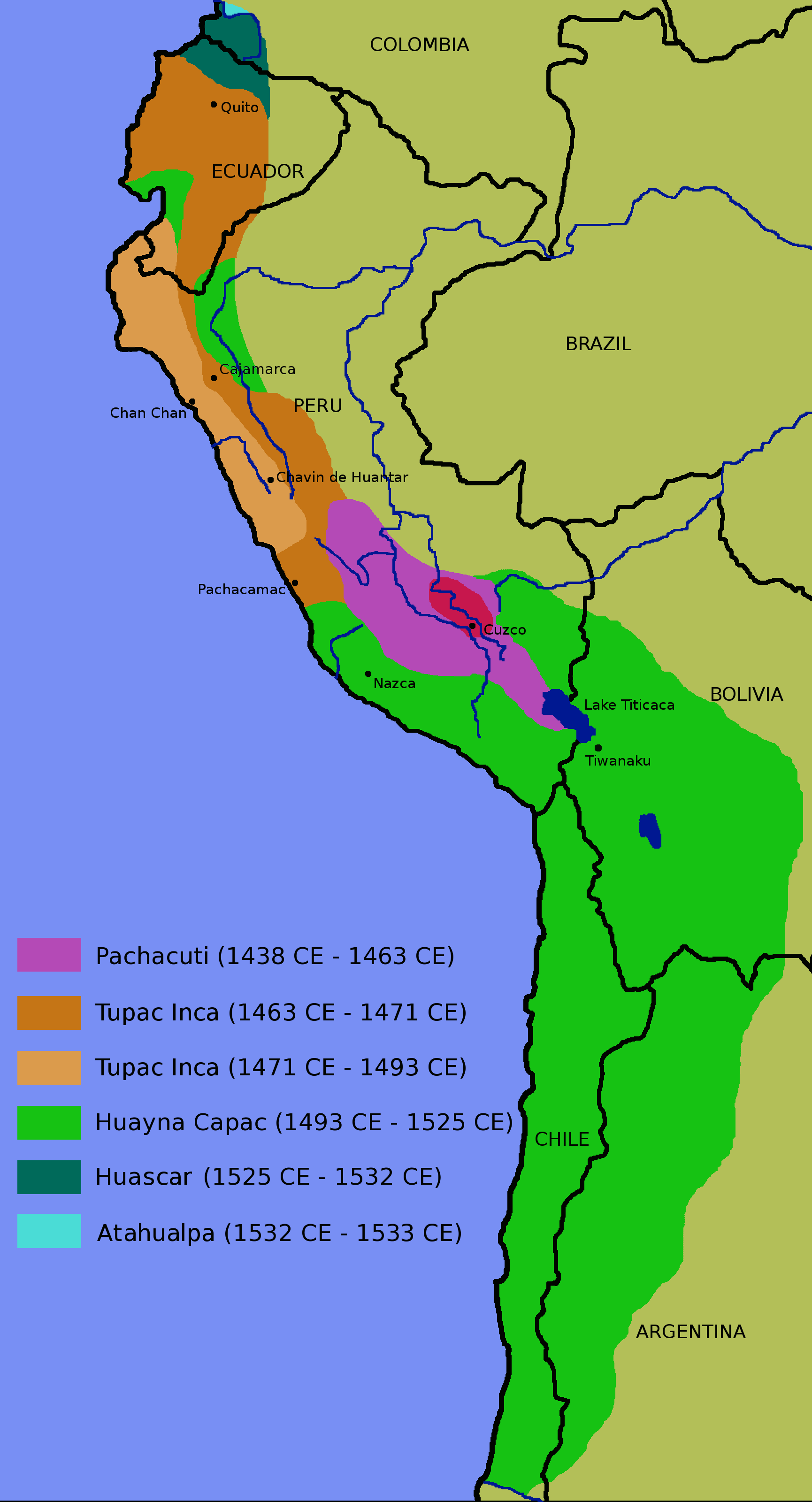
Uitbreiding van het Incarijk

De Inca's waren een volk dat vanaf de dertiende eeuw leefde in een gebied rondom hun hoofdstad Cuzco in het huidige Peru. Vanaf 1438, toen Pachacuti als negende Sapa Inca (de benaming voor de Inca-heerser) de troon besteeg, begonnen de Inca's aan een ongekende expansie in het moeilijk begaanbare Andesgebied. Tachtig jaar later, tijdens de regeerperiode van Huayna Capac, strekte de macht van de Inca's zich uit van het uiterste zuiden van Colombia tot het noordwesten van Argentinië en Chili, over een lengte van 4000 kilometer. Daarmee was het Inca-rijk in territoriaal opzicht het grootste ter wereld. Schattingen van de bevolkingsgrootte variëren tussen de 7 en 12 miljoen.
Kenmerkend voor het Inca-rijk was de hoge mate van politieke en culturele integratie, waarbij de Sapa Inca als absolute heerser de bindende factor was. Geholpen door een omvangrijk wegennetwerk hielden de Inca-heersers hun rijk onder controle. Hun religie, gebaseerd op de verering van de zonnegod Inti, verspreidde zich over het hele rijk. Dat gold ook voor hun taal, het Quechua, en culturele uitingen als weefpatronen en aardewerk. Met behulp van dwangarbeid realiseerden de Inca-heersers grootschalige bouwwerken, waarvan Machu Picchu het bekendste voorbeeld is. De Inca's kenden geen formeel schrift, maar via geknoopte touwen (quipu's) werden wel boodschappen doorgegeven.
De ontdekking van Amerika in 1492 door Columbus leidde uiteindelijk tot de val van het rijk. Enkele honderden Spaanse conquistadores onder leiding van Francisco Pizarro wisten in 1532 de Inca-heerser Atahualpa te gijzelen in Cajamarca en daarmee het rijk te verlammen. Vanwege de goddelijke status van de heerser durfden zijn onderdanen aanvankelijk geen verzet tegen zijn overwinnaars te bieden. Het duurde echter nog tot 1572 voordat de Spanjaarden met de executie van de laatste Inca-heerser, Túpac Amaru, het pleit definitief beslecht hadden. Besmettelijke ziektes uit de Oude Wereld hadden ondertussen een verwoestende uitwerking op de inheemse bevolking uitgeoefend (zie Columbiaanse uitwisseling).

## Geschiedenis

### Oorsprong en bloei
Het Andesgebied is een van een handvol gebieden in de wereld waar zich zelfstandig een landbouwbeschaving heeft ontwikkeld, hier gebaseerd op de domesticatie van onder andere aardappelen, quinoa, lama's en alpaca's. Dat deze beschaving zich ontwikkelde op een hoogte van 3000 tot 4000 meter is uniek in de wereld. Dit was alleen mogelijk door uitwisseling van producten tussen de ecosystemen van het hoogland, lager gelegen gebieden en de kuststrook van de Grote Oceaan. De meeste politieke structuren in het Andesgebied waren dan ook kleinschalige combinaties van hoog- en laagland. Slechts enkele malen ontwikkelden zich rijken die zich over de noord-zuid gelegen lengteas van het Andesgebergte uitstrekten. De laatste en succesvolste van deze staten was Tawantinsuyu, 'Land van de Vier Kwartieren', de naam die de Inca's zelf aan hun rijk gaven.
Volgens de orale traditie van de Inca's was hun volk oorspronkelijk afkomstig uit de streek rond het Titicacameer en vestigden ze zich begin dertiende eeuw in het dal van Cuzco ('Qosqo' in het Quechua). Lange tijd vormden de Inca's een van de vele staatjes in het Andesgebied, voortdurend bedreigd door hun naburen. Rond 1438 werden de Inca's aan de rand van de vernietiging gebracht door hun westelijke buren, de Chanka's, maar de zoon van Viracocha Inca wist de vijand te verslaan. Hij nam bezit van de troon onder de naam Pachacuti ('Wereldschudder') en verklaarde zich tot zoon van de zonnegod Inti. In de volgende vijfentwintig jaar breidde Pachacuti de macht van de Inca's uit over het Andesgebied van noordelijk Peru tot aan het Titicacameer en verder. Veelal liet Pachacuti de heersers van geannexeerde gebieden als vazallen doorregeren, maar wel werden de eisen voor het leveren van tribuut en corveediensten aan de Inca's steeds verder opgeschroefd. Op termijn was er geen sprake meer van enige zelfstandigheid voor de vazalstaten.
In 1463 droeg Pachacuti de macht over aan zijn zoon Túpac Inca. Zelf hield hij zich tot zijn dood in 1471 bezig met grootschalige bouwprojecten, zoals de totale herbouw van Cuzco als keizerlijke hoofdstad. Ondertussen zette Túpac Inca de veroveringen voort: bij diens dood in 1493 was het rijk tweemaal zo groot als bij het begin van zijn bewind. Hij veroverde het rijk van Chimú in Ecuador en de kuststrook van Peru. Ook voegde hij het noorden van Chili aan het rijk toe.
De regeerperiode van Túpac Inca's zoon en opvolger Huayna Capac ('Goedgeefse Jongeling') kenmerkte zich door consolidatie. Huayna Capac reorganiseerde het bestuur en hield - in de overtuiging dat opstanden voortkwamen uit verveling - zijn onderdanen bezig met het aanleggen van wegen en andere openbare werken. Om de traditionele stamverbanden te doorbreken, werden grote bevolkingsgroepen naar andere delen van het rijk verplaatst. Na 1520 zette Huayna Capac de expansiepolitiek van zijn vader en grootvader weer voort. Hij trok naar Ecuador en onderwierp met zijn zoon Atahualpa de stammen van het equatoriaal regenwoud aldaar.

### Ziekte en burgeroorlog
Op het hoogtepunt van hun macht sloeg het noodlot echter toe voor de Inca's. Nog voordat de Spaanse conquistadores het land binnenvielen, waren de Europese ziektekiemen hen al vooruitgegaan. Vanuit Midden-Amerika had een dodelijke ziekte, waarschijnlijk pokken, zich in zuidwaartse richting verspreid. Rond 1527 bereikte de epidemie de grenzen van het Inca-rijk en eiste het leven van Huayna Capac en zijn beoogde troonopvolger Ninan Cuyochi. In de decennia daarna zouden uitbraken van besmettelijke ziektes, waartegen de indianen geen afweer hadden opgebouwd, de bevolking decimeren.
Na de dood van Huayna Capac ontstond een strijd om de macht tussen zijn zonen Huáscar en Atahualpa (zie ook Oorlog van de Twee Broers). Huayna Capac had zijn enorme rijk willen verdelen, maar Huáscar en Atahualpa wilden beiden de absolute macht. Huáscar had aanvankelijk het grootste deel van het rijk en de hoofdstad Cuzco in handen, maar Atahualpa had in het noorden de meest ervaren troepen onder zijn commando. Ondanks aanvankelijke successen voor Huáscar behaalde het leger van Atahualpa in april 1532 in de buurt van Cuzco de beslissende overwinning. Op bevel van Atahualpa werd vrijwel de gehele familie van Huáscar onder diens ogen geëxecuteerd. Huáscar zelf werd in gevangenschap naar Cajamarca gezonden, waar Atahualpa met een leger van 80.000 man verbleef.

### Verovering door de Spanjaarden

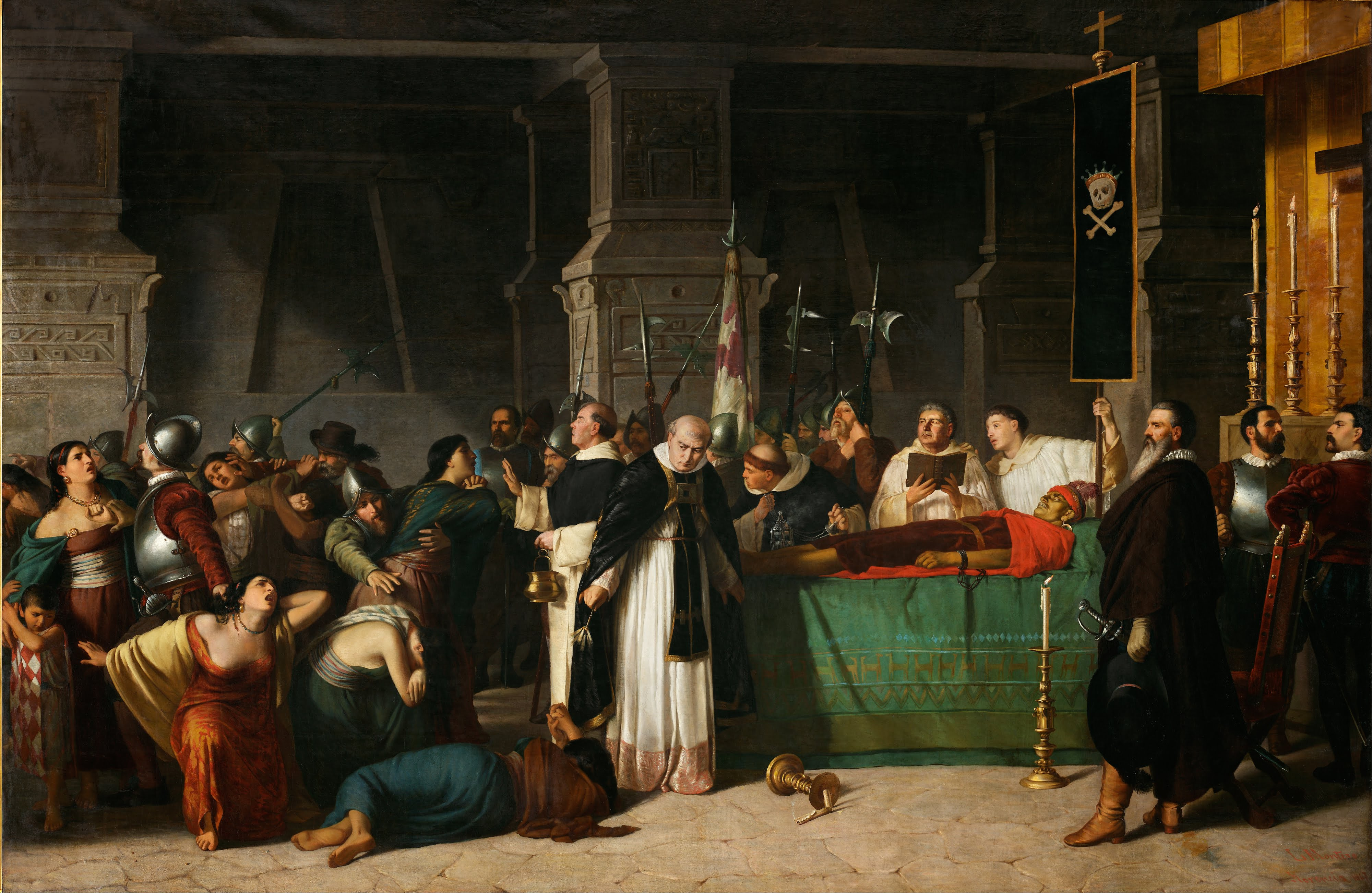
Dood van Atahualpa, de laatste Sapa Inca op 29 augustus 1533

Vier jaar eerder, in april 1528, was de Spaanse conquistador Francisco Pizarro tijdens een verkenningstocht vanuit Panama in de noordelijke kustplaats Tumbes gestuit op de buitengrens van een welvarend en goed georganiseerd indianenrijk. De plaatselijke Inca-gouverneur had de Spanjaarden vriendschappelijk verwelkomd. De bewoners van Tumbes waren weliswaar gefascineerd door de blanke, bebaarde vreemdelingen, maar anders dan de Azteken in Midden-Amerika beschouwden de Inca's de Spanjaarden als gewone stervelingen, niet als bovennatuurlijke wezens. De gouverneur stuurde bericht over de nieuwkomers naar Huayna Capac, maar het nieuws was niet verontrustend voor de Inca's.
Het was evenwel Pizarro's ambitie om het succes van zijn verre neef Hernán Cortés, de veroveraar van het Aztekenrijk, te evenaren. Om het nieuw ontdekte rijk voor zichzelf veilig te stellen reisde Pizarro naar het hof van keizer Karel V. De ongeletterde armoedzaaier uit Trujillo wist in 1529 audiëntie te verkrijgen bij de machtigste vorst van Europa. Karel gaf Pizarro permissie om het onbekende rijk ten zuiden van de evenaar te veroveren en namens de Spaanse kroon te besturen, mits hij dit op eigen rekening deed.
Pizarro had al dertig jaar ervaring in het bevechten van indianen in de Nieuwe Wereld en wist wat de Spaanse wapens vermochten tegen indianenvolken die geen ijzer bezaten. Met hun haakbussen, stalen harnassen en zwaarden waren de conquistadores nagenoeg onkwetsbaar voor met knotsen, speren en slingers bewapende indianen. De beweeglijkheid van hun paarden gaf de Spanjaarden bovendien steeds de mogelijkheid om te hergroeperen als ze tijdens een gevecht in de problemen kwamen. Pizarro had echter geen idee van de omvang van het rijk dat hij ging aanvallen.
In april 1532 keerde Pizarro met een kleine legermacht van 168 Spanjaarden, waarvan 62 te paard, terug in het inmiddels tijdens de burgeroorlog verwoestte Tumbes. Onder de conquistadores bevonden zich ook Pizarro's halfbroers Hernando, Juan en Gonzalo en de flamboyante hidalgo Hernando de Soto.
Vergezeld door zijn manschappen trok Pizarro over de goed geplaveide Inca-wegen naar Cajamarca, de hoog in de Andes gelegen verblijfplaats van Atahualpa. De Inca-heerser ontving dagelijks berichten over de schermutselingen tussen de indringers en de plaatselijke bevolking, maar was nog te gepreoccupeerd met de strijd tegen de aanhangers van zijn halfbroer Huáscar om maatregelen te nemen. Toen de Spanjaarden in Cajamarca aankwamen, stemde de kennelijk nieuwsgierige Atahualpa in met een ontmoeting met Pizarro. De confrontatie vond op 16 november 1532 plaats op het centrale plein van de stad. De Inca-heerser was gezeten in zijn draagstoel, omringd door duizenden - slechts licht bewapende - volgelingen. Na een woordenwisseling, waarbij Atahualpa genoegdoening eiste voor de plunderingen en verkrachtingen van de invallers en de Spanjaarden de Inca sommeerden zich tot het christendom te bekeren, gaf de Spaanse woordvoerder het sein voor de aanval. De Spanjaarden richtten een slachting aan onder de totaal verraste Inca's en namen Atahualpa gevangen.
De gegijzelde Inca-heerser bood aan om een kamer van 7 meter lang, 6 meter breed en 2,5 meter hoog te vullen met goud en zilver, in een vergeefse poging de Spanjaarden af te kopen. De conquistadores konden bovendien vrijuit door zijn rijk reizen om de buit binnen te halen. Zelfs in gevangenschap was het gezag van de Sapa Inca nog zo groot dat zijn onderdanen geen verzet boden. Negen maanden later, op 29 augustus 1533, werd Atahualpa alsnog geëxecuteerd door de Spanjaarden, op beschuldiging dat deze zonder hun toestemming Huáscar had laten vermoorden. Inmiddels versterkt door troepen van Pizarro's compagnon Diego de Almagro trokken de Spanjaarden naar Cuzco, waar ze eerst Túpac Huallpa en daarna de jonge Manco Inca als hun marionet op de troon zetten.
Getergd door de voortdurende Spaanse eisen voor meer goud en vrouwen van koninklijken bloede ontpopte Manco Inca zich in 1536 tot verzetsleider van de Inca's. Hij ontsnapte aan zijn bewakers, bracht een leger van tienduizenden bijeen en belegerde het geïsoleerde Spaanse garnizoen in Cuzco tien maanden lang, zonder een beslissende overwinning te kunnen behalen. Toen uiteindelijk Spaanse versterkingen arriveerden trok Manco Inca zich terug aan de oostzijde van de Andes. Vanuit hun hoofdstad Vilcabamba zouden Manco Inca en zijn opvolgers nog decennia over een ingekrompen Neo-Incastaat blijven regeren. De Spaanse onderkoning Francisco de Toledo gaf in 1572 bevel het overgebleven restant van het Inca-rijk te vernietigen. De laatste Sapa Inca, Túpac Amaru, werd op het grote plein van Cuzco in het openbaar onthoofd.

## Staatsinrichting

### Bestuur

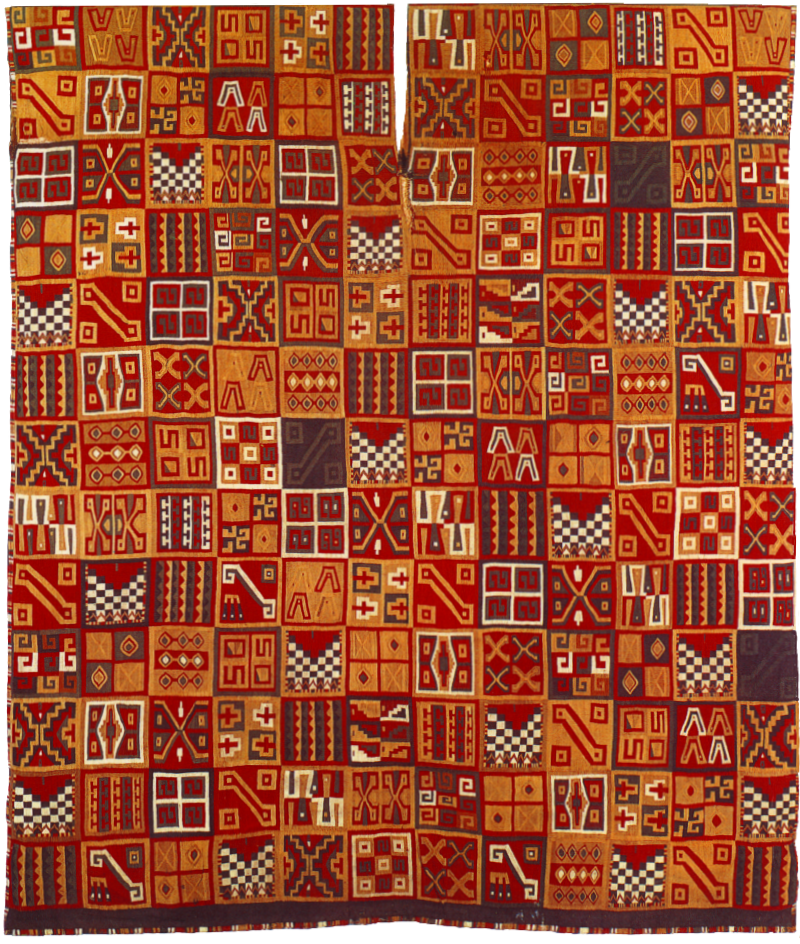
Inca-tuniek

De leider van de Inca's was de Sapa Inca. Hij was een absolute heerser. Hij trouwde met zijn volbloed zus, de Qilla. Deze had een grote hofhouding uit de Huizen van de Zon. De Sapa Inca werd beschouwd als de directe afstammeling van de zon en was daarom zowel politiek, militair en godsdienstig leider van het Incarijk.
Volgens Inca Carcilaso de La Vega, waren er drie soorten Inca's:
1. Volbloed Inca's. Dit waren nakomelingen behorende tot de Inca-grootfamilie, die onderling waren getrouwd en hun kinderen.
2. Halfbloed-Inca's. Nakomelingen van een volbloed Inca en een concubine. Atahualpa was zo'n halfbloed-Inca.
3. Inca's bij benoeming. Dit waren vooral onderworpen stamhoofden en anderen met bijzondere verdiensten op gebied van bestuur.

Er bestond een strikte regel dat zolang er nog volbloed Inca's in leven waren, er geen halfbloed Inca koning kon worden. Dit was de reden dat Atahualpa probeerde de hele familie van Huáscar uit te moorden.
De Sapa Inca droeg evenals andere edelen het haar zeer kort. Om het hoofd was een vingerdikke veelkleurige vlecht gewonden, meestal vier keer, zodat een soort brede band ontstond. Daarvan af hingen tot vlak boven de ogen kwastjes van rode vicunã-wol, gevat in gouden buisjes, de llautu. In het midden van de band stak een gouden kokertje omhoog, met daaruit stekend twee of drie veren van de zeer zeldzame heilige vogel Corenqueque.
Alle Inca-bestuurders droegen in de uitgerekte oorlellen gouden schijven. Daarom werden ze door de Spanjaarden orejones (Groot-oren) genoemd.
Het bestuurssysteem had de vorm van een piramide. De basis van het systeem waren de gemeenschappen, de ayllu's, en hun hoofden, meestal curaca genaamd. Boven tien curaca's stond een functionaris, waarvan de naam niet bekend is. Boven een aantal van dezen stond een soort gouverneur die de leiding had over een soort deelprovincie. En daar weer boven stonden de vier functionarissen van de Koninklijke Raad, die elk de leiding hadden over een van de vier deelgebieden van het rijk: een van de vier windstreken. Daar was het rijk ook naar genoemd: Tawantinsuyu, het 'Land van de Vier Kwartieren'. Helemaal boven aan de top van de piramide stond de Sapa Inca.

### Land
Al het land was nominaal eigendom van de Sapa Inca. Maar het land dat nodig was voor wonen, productie en infrastructuurwerken werd in eeuwigdurende bruikleen gegeven aan de gemeenschappen. In ruil daarvoor moest elke gewone dorpsgemeenschap belasting betalen in de vorm van arbeid. Deze arbeidsdienst heette mita. Particulier eigendom van grond en gebouwen bestond niet.
Omdat de Sapa Inca en zijn regering alles hadden wat nodig was, en nog meer, had het voor hen geen zin te streven naar vermogensopbouw. Dat kon ook niet omdat geld ontbrak. Goud en zilver hadden alleen decoratieve waarde. De hebzucht van de Spanjaarden was voor hen onbegrijpelijk.
Het land van de ayllu's was in drie delen verdeeld.
- Het eerste stuk omvatte al de akkers van de individuele boeren en hun gezinnen: de puric’s.
- Het tweede stuk land was van de gemeenschap. De opbrengst daarvan was bestemd voor al diegenen die zelf geen agrarische productie leverden.
- Het derde stuk was de rest: de opbrengst daarvan was bestemd voor de staat en de Zon.

Elk jaar werd alle land herverdeeld. Wanneer er een kind was geboren, kreeg de boer er een stuk grond bij, groot genoeg om iemand van te voeden. Zo'n stuk heette een tupu. Wanneer iemand in het gezin overleed of vertrok, ging er een tupu af. De grootte van een tupu hing niet alleen af van de oppervlakte, maar ook van de grondsoort, de vruchtbaarheid en de klimaatzone. Bepalend was de gemiddelde gerealiseerde opbrengst.

### Bevolking
De hele bevolking was verdeeld in leeftijdsklassen naar werkcapaciteit.
- onder 1 jaar: de zuigeling
- van 1 tot 5 jaar: het spelende kind
- van 5 tot 9 jaar: het lopende kind
- van 9 tot 18 jaar: de lamahoeder en de ambachtsleerling
- van 18 tot 25 jaar: helper van de ouders bij alle werkzaamheden
- van 25 tot 50 jaar: de schatplichtige volwassene
- van 50 tot 60 jaar: op leeftijd; hulparbeid
- boven de 60 jaar: gepensioneerd; alleen adviezen en toezicht

Weduwen en wezen, chronisch zieken, invaliden en krankzinnigen hoefden geen productiewerk op de akkers te doen. Zij kregen al wat ze nodig hadden uit de gemeenschapsproductie zonder dat ze dat hoefden te vragen. Dit gold ook voor de gepensioneerden. Ervoor te zorgen dat ieder kreeg wat nodig was, was de taak van een speciaal daarvoor aangestelde ambtenaar.
De basis van het systeem was de individuele puric: de boer en zijn gezin. Alle puric's werden ingedeeld in een groep van tien. Vijf van deze groepen van tien vormden een groep van vijftig en twee daarvan vormden een groep van honderd. Zo ging het verder met groepen van 500, 1000, 5000 en 10.000.
De Inca's standaardiseerden de gewone dorpen op de grootte van duizend gezinshoofden. Aangezien een gezin gemiddeld vijf leden telde, had een standaard dorp dus 5000 inwoners.
Het werk op de akkers van de gemeenschap, de staat en de zon werd gedaan door groepen van tien, onder leiding van een functionaris die vaak het werk regelde met geluid en/of muziek. Hoe men het werk op de individuele akkers verrichtte mocht men zelf bepalen.
Iedereen maakte deel uit van een ayllu. De meeste waren niet groter dan een dorp, maar grotere vormden steden. De grootste ayllu was die van de regerende Inca-elite zelf. Die omvatte de hele stad Cuzco.

## Economie

### Bestaansmiddelen
De Inca’s leefden van de landbouw. Hun belangrijkste middel van bestaan was akkerbouw. De meeste Inca's waren dan ook boer. Reeds in de culturen van voor de Inca's was de zelfvoorziening die op landbouwgebied bestond uitgebreid tot alle andere gebieden, zoals aardewerk, textiel en wapens. Steeds werd overal een surplus van gekweekt, waarmee in de loop van de tijd grote voorraden werden aangelegd. Het was dus een zelfvoorzienings- en voorraadeconomie. Alleen luxegoederen voor decoratieve doeleinden werden verkregen via ruilhandel met volkeren buiten het Rijk.

### Jaarcijfers

quipu

Om voorraden te kunnen beheren is een goed systeem nodig van administratie en statistiek. Dit was er dan ook: het quipu-systeem (knoop-systeem). Het was een systeem van knopentouwtjes. Een quipu was een koord waaraan een aantal zij-koorden hingen. Elk zijkoord vertegenwoordigde een soort in de administratie. Elke groep zijkoorden in dezelfde categorie hadden een aparte kleur. De Inca's hadden het decimale stelsel. De cijfers 1 tot en met 9 hadden elk een aparte knoop. Zat er op een plaats in het decimale stelsel geen knoop, dan was dat de nul. Naast quipu's voor statistiek waren er ook quipu's die bevelen bevatten en gebeurtenissen in de tijd (geschiedenis). Zelfs bestonden er die teksten bevatten voor liederen. Hoe die werkten is niet meer bekend.
Alle quipu's hadden per soort dezelfde indeling. Als de ontvangers begrepen welke categorie de quipu had, dan wisten ze genoeg. De mondelinge toelichtingen zijn verloren gegaan, waardoor de quipu's niet meer gelezen kunnen worden.
Degene die belast was met het beheer van de quipu's was de quipucamayoc. Deze functie was erfelijk. Het was de bedoeling dat hij een van zijn zonen opleidde voor de opvolging. Was zo'n zoon er niet, dan kon hij een andere jongeling daarvoor adopteren, of er werd hem er een aangewezen.
Quipu's werden per dorp bewaard in een apart gebouwtje, als het kon van steen. Daar hingen ze op rekken in chronologische volgorde. Het was dus een soort archief. Alleen de quipucamayoc had toegang tot dat gebouwtje, niemand anders, ook het dorpshoofd niet.
Op onbevoegd binnentreden door derden stond de doodstraf. Het verloren gaan van het archief was immers een ramp en moest met alle middelen worden voorkomen.
Een keer per jaar werd alles geteld. Alle inwoners, verdeeld in mannen en vrouwen, en ook per categorie. Ook alle lama´s, en wel per soort, Verdeeld in die van huishoudens, transportkudden en zelfs die in het wild. Verder de oppervlakte bebouwde grond in tupu`s, lengten van wegen, irrigatiekanalen, aantal bruggen, trappen, soorten gebouwen enzovoort. Ook grote alleenstaande bomen werden per soort geteld. De opbrengst van land en tuinbouw werd gewogen vlak voordat het de voorraadsilo's en magazijnen in werd gebracht.
Producten van grotere omvang werden eveneens geteld en alles werd nauwkeurig verwerkt in quipu´s. Uiteraard gold dit ook voor alle andere producten zoals kleding, schoeisel, aardewerk, gereedschappen en werktuigen, wapens, sieraden, hoeveelheden goud, zilver en edelstenen. Volgens Spaanse kroniekschrijvers heerste er een ware statistiek-manie.
Alle jaarcijfers werden per streek samengevoegd, dan per district, en dan weer per suyu. Ten slotte werden de totaalcijfers aangeboden aan de Sapa Inca. Deze kon ze dan vergelijken met die van de voorgaande jaren, en daaruit weer conclusies trekken over vooruitgang of krimp.

### Belastingen en verzorgingsstaat
Belastingen werden voldaan door arbeid: het mita-systeem. Die arbeid kon tal van vormen aannemen: alle soorten productie, meewerken bij het aanleggen en onderhouden van allerlei onderdelen van de infrastructuur en permanente diensten aan de bestuurders, zoals leveren van dragers voor de draagstoelen. Alle activiteiten werden in de loop van de tijd normale onderdelen van de structuur van de maatschappij, en werden niet meer gezien als een belasting.
Het systeem schiep in de loop van de tijd grote voorraden van elk denkbaar artikel. Vanuit die voorraden werden hele streken voorzien van alle dagelijkse benodigdheden na een van de vele natuurrampen, desnoods jarenlang. Het resultaat was een soort verzorgingsstaat met een soort basisinkomen. De bevolking werd bevrijd van de angst voor dakloosheid, honger en armoede.
Deze bestaanszekerheid had wel een prijs: een van de wieg tot het graf geplande strak georganiseerde bestaanswijze. Blijkens de talrijke notities van de Spaanse kroniekschrijvers had men er dat graag voor over.

### Persoonlijk eigendom en markten
Persoonlijk eigendom kwam voor in alle lagen van de Inca-maatschappij, ook bij het gewone volk. Maar dat was beperkt tot dingen die men zonder hulp kon dragen, zoals kleding en sieraden, ook van edelmetaal met edelstenen en halfedelstenen. Verder handgereedschap en handwapens, en kleine dieren.
Gemeenschappelijk eigendom van het gezin waren huisraad, het lamapaar dat elke boer moest hebben en de voedselvoorraad. Wanneer iemand ergens in de bergen een klompje goud of een edelsteen vond, dan was die van hem. Het zat immers niet vast aan de grond, dus het was niet van de Sapa Inca, het was ook niet van iemand anders. De vinder mocht het dus houden.
Regionale markten waren er vooral een sociale uitlaatklep en hadden minder een commerciële functie. Na elke zeven dagen werken waren er drie dagen vrij: een dag om naar de markt te lopen, een dag om er te zijn en een dag om terug te lopen. Op deze markten werden ook tal van randactiviteiten georganiseerd: allerlei spelen en feesten en overal kon men gokken.
Op de markt kon van alles worden geruild en vergokt, met drie uitzonderingen: mensen, volwassen lama's en huisraad van het gezin. Om uitspattingen in de hand te houden was er op deze markten een ordedienst, een soort politie, die verder in het Rijk niet bestond. Voor het gewone volk waren deze regionale markten de enige regelmatige mogelijkheid om te ontsnappen aan de eentonigheid van het bestaan, en om mensen en vreemde waren te leren kennen uit andere dorpen en regio's.

## Landbouw

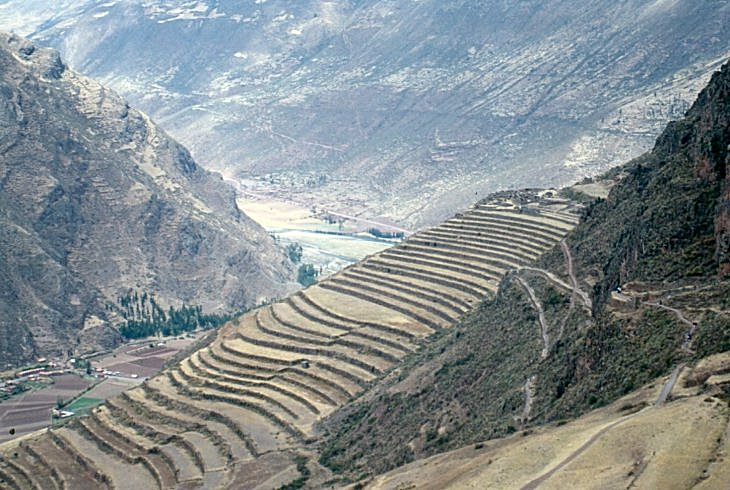
landbouwterrassen in Písac, in de heilige vallei van de Inca's

Omdat in Amerika voor de komst van de Spanjaarden geen trekdieren bestonden, was het gebruik van een ploeg onbekend. De kerende grondbewerking, die de basis vormde voor de culturen in Europa en het Midden-Oosten, bestond dus in het Inca-rijk niet.
De grond werd opengebroken met een taclla, een voetploeg. Dit was een flinke stok, zo groot als een mens, met op de hoogte van de schop een dwarsbalkje waar de voet op werd geplaatst, en op schouderhoogte een daaraan bevestigd halfronde stok waarmee ploeg in alle nodige standen kon worden gedraaid.
Het werk op de gemeenschappelijke gronden werd gedaan in teams. Een team bestond uit een rij mannen en daartegenover een rij vrouwen. Het werk op de akkers werd gedaan door mannen en vrouwen samen. De rij mannen bewoog zich achterwaarts. De rij vrouwen zat op de knieën en maakte met een soort schoffeltje de kluiten klein. In elk gat legden de vrouwen een zaadje of een pootaardappel, waarna het kuiltje weer werd dichtgemaakt. Terwijl de rij mannen achteruitwerkte, werkten de vrouwen vooruit.
De samenstelling van de ploegen was zodanig dat er een evenwicht bestond in de verhouding sterken en zwakkeren. Er werd voor gezorgd dat de rijen recht bleven, en zodoende werd bereikt dat iedereen op dezelfde tijd begon en op dezelfde tijd klaar was. Dit was belangrijk in sociaal-psychologisch opzicht. De situatie dat de sterken altijd het eerst klaar waren en de zwakkeren altijd achteraan kwamen, werd als zeer onwenselijk beschouwd.
Bijna de helft van alle voedselplanten die wij nu kennen, is afkomstig van de boeren uit het Andes-gebied.
- maïs - ongeveer 20 variëteiten
- aardappelen, meer dan 40 variëteiten
- allerlei soorten bonen en noten
- zoete aardappelen, maniok, cacaobonen, avocado's, diverse soorten tomaten
- diverse soorten pepers, papaja, avocado, etc.
- andere producten, zoals katoen, ananas, colanoten en het bekende coca van de cocastruik.

De weinig voorkomende lucuma-vrucht was bekend als zoetstof. Vanwege de zeldzaamheid werd het grote waarde toegedicht.
De Inca's hadden de zonnekalender. De maankalender, die ze ook hadden, had voor de landbouw geen betekenis. Aan de hand van de zonnekalender, de kennis van de seizoenen en hun uitwerking op de gewassen, werd voor elk gewas een zaaikalender opgesteld waarin voor elk gewas een officiële eerste zaai- of plantdag bepaald. Op die dag, overal in het rijk dezelfde, begon na zonsopkomst het dorpshoofd of een andere bestuursfunctionaris in officiële ceremoniële kledij met de afmars naar het eerste veld. Daar dreef hij persoonlijk de eerste voetploeg de grond in. Iedereen droeg ceremoniële kleding: gewone kleding doorstikt of doorweven met draad van goud en zilver. De voetploeg was bekleed met edelmetaal. De hele ceremonie werd vergezeld van tromgeroffel en andere muziek. Volgens sommige kroniekschrijvers werd de allereerste voetploeg die dag de grond in gedreven door de Sapa Inca zelf, op een akker vlak naast Cuzco.
Wat betreft bemesting werd alles gebruikt wat maar bruikbaar was. Mest van mensen, lama's en alpaca's, vogelmest, voedselresten, en ook vissenkoppen en -staarten. Om ziekten en insectenplagen zo veel mogelijk te verminderen werd niet alleen een heel schema van gewasafwisseling toegepast, maar op de individuele percelen werden ook allerlei vormen van combinatieteelt uitgeprobeerd en toegepast.
Nieuw aan te leggen landbouwterrassen werden zo veel mogelijk aangepast aan de richting van de zon, om vorst te verminderen en te vermijden. Hele valleien werden veranderd in een terraslandschap. Soms werden twaalf terrassen boven elkaar aangelegd, een voor elke maand, zoals nog goed te zien is in Tipón ten zuiden van Cuzco.
Voor het aanleggen van voorraden levensmiddelen moest voedsel houdbaar gemaakt worden. Dit gebeurde vooral door vriesdrogen. Vriesdrogen komt van nature voor in de hoge Andes en is door de Inca's geperfectioneerd. Van aardappelen werd een soort aardappelmeel (chuño) verkregen, dat in droge conditie jaren houdbaar was. Van lamavlees werd charqui gemaakt, dat zo gedroogd ook jaren goed bleef.

## Architectuur

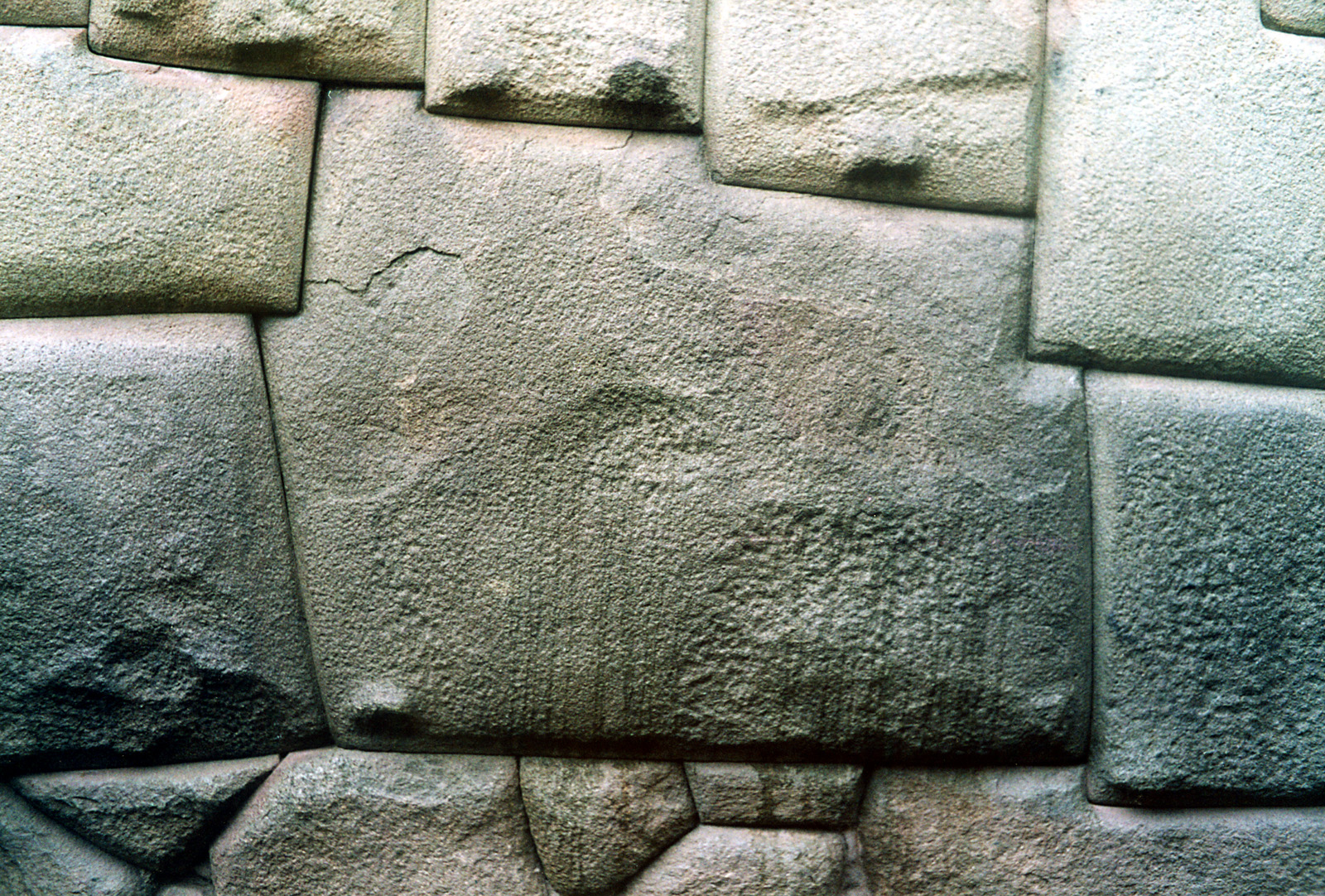
metselwerk in Cuzco

De Inca's waren zeer goede architecten. Ze bouwden goede forten en steden met tempels en ze wisten land in het hooggebergte te bebouwen door terrassen aan te leggen. Machu Picchu is daarvan een voorbeeld. De muren van stenen gebouwen bestonden uit stenen die zo in elkaar waren gelegd dat cement niet nodig was. Deze gebouwen waren dan ook goed bestand tegen aardbevingen. Als die voorkwamen werden de door Spanjaarden gebouwde gebouwen altijd veel zwaarder beschadigd dan de oudere Incagebouwen.
Het meest in het oog lopende kenmerk van de Inca-architectuur was het gebruik van het trapezium in ramen, nissen, deuren en poorten, in plattegronden van bestuurscentra en zelfs in onderscheidingstekens voor functionarissen.
Het gewone volk woonde in goed gebouwde hutten, meestal van adobe (in de zon gedroogde klei of leem) dat van buiten en soms ook van binnen beschilderd werd met geometrische figuren. Sommige kroniekschrijvers berichtten ook over huizen van vakwerkbouw (een skelet van houten balken), opgevuld met adobe, maar daarvan zijn geen voorbeelden overgebleven. De daken waren altijd van een soort stro. Er komen ook combinaties voor: een onderbouw van natuursteen met daarboven op adobe-bouw.
Van de bouw in natuursteen zijn er diverse vormen:
1. In lagen van dezelfde dikte
2. In lagen van verschillende dikte
3. Niet in lagen, maar met een patroon voornamelijk bestaande uit rechthoeken.
4. Onregelmatig gevormde blokken in allerlei veelhoeken.

Van de derde soort is de beroemdste steen wel die bekendstaat als de twaalfhoekige steen  in de straat Hatun Rumiyoc in Cuzco.
Om uit te leggen wat er gebouwd moest worden werden er maquettes gemaakt van klei. Deze maquettes konden ook uitgebreider zijn, en omvatten dan op schaal ook wegen, terrassen, tempels, pakhuizen etc., en beken, rivieren, irrigatiekanalen en waterleidingen, etc. Soms waren er ook complete reliëfs op te zien. In zeldzame gevallen werden voorbeelden uitgehakt in natuursteen.

## Vervoer

### Wegennetwerk
De Inca's hadden een uitgebreide wegennetwerk.
Het wegennet bestond uit twee delen: een primaire deel of hoofdwegennet, en een secundaire deel dat vooral lokaal en regionaal was. De Inca's noemden de koninklijke weg Capac ñan. Waar er genoeg ruimte was, was de weg aangelegd volgens een standaard-ontwerp. De breedte was 7,20 meter. In het midden was de weg hoger dan aan de randen, zodat regenwater afliep. Aan elke kant lag een flinke greppel voor afvoer van het regenwater met daarna een stenen muur van circa een meter hoog. Deze moest dienen om het opwaaiende stuifzand tegen te houden, belangrijk in de vele woestijnen waar de weg doorliep. Op regelmatige afstanden stonden er een soort mijlpalen. Deze waren manshoog en van hout. Doordat de Spanjaarden die later als brandhout hebben gebruikt, zijn er geen bewaard gebleven.
In bergachtige streken werd de weg smaller, en op plaatsen met loodrechte ravijnen en wanden was de weg meestal niet breder dan circa een meter, de minimumbreedte om elkaar nog veilig te kunnen passeren. Net als de Romeinen probeerden de Inca's hindernissen te omzeilen, zodat de weg op gelijke hoogte kon blijven. Als dat niet ging dan bouwde men de weg eroverheen en als ook dat niet ging dan liep de weg door de hindernis. Dat laatste probeerde men zo veel mogelijk te vermijden omdat tunnels uithakken veel werk betekende.
Omdat rij- en trekdieren ontbraken, werden er ook geen wagens en karren gebruikt. Vanwege de vele trappen in de wegen zou dat ook niet hebben gekund.

### Tampu's
Langs de grote doorgaande rijkswegen waren op geregelde afstanden pleisterplaatsen ingericht: de tampu's. Die waren er in drie soorten:
1. Koninklijke tampu's. Deze waren groot genoeg om ‘s nachts onderdak te bieden aan de Sapa Inca en zijn gevolg, dat uit honderden mensen kon bestaan. Ook konden zij onderdak bieden aan niet al te grote legereenheden. Daartoe waren grote zalen beschikbaar. Belangrijk was dat er ook meerdere grote ommuurde ruimten waren voor de overnachting van flinke lamakudden. Elk van deze tampu’s beschikte over opslagplaatsen voor voedsel en over magazijnen voor alles wat maar nodig kon zijn. In geval van oorlog werden ook aparte extra opslagplaatsen, ronde stenen torens met bol dak, met meerdere verdiepingen, gevuld met voedsel, liggende langs de weg in de buurt. Dit waren collca's, voorlopers van de tegenwoordige silo's.
2. Gewone tampu's. Deze waren bestemd voor alle andere soorten reizigers. Zij waren kleiner, maar ook daar waren er voorraden voedsel en al het nodige andere.
3. Reservetampu's.

De afstand tussen de tampu's werd bepaald door het terrein, het klimaat en vooral de aanwezigheid van drinkwater.
Alle Inca-edelen reisden per draagstoel. De dragers waren altijd leden van de Rucana-stam, die dat werk deden in het kader van de mita. Gewone burgers reisden te voet, omdat de lama niet geschikt is om op te rijden.

### Lama's
Voor transport over land was uitsluitend de lama geschikt als lastdier. De lama kan lasten tot 40-45 kilo vervoeren en daarmee per dag een afstand van gemiddeld 30 kilometer afleggen. Voor een flink transport waren al gauw duizenden lama's nodig. Er wordt melding gemaakt van transporten met meer dan 10.000 dieren. Op de smalle bergwegen vormden zij een vele kilometers lang lint. De lama kan als nodig een paar dagen zonder voedsel. Dit was belangrijk als er grote stukken woestijn moesten worden overgestoken.

### Bruggen

reconstructie van een Inca-hangbrug

Zonder bruggen over de talloze rivieren zou de weg geen betekenis hebben gehad. De Inca's hadden bruggen in vier soorten:
- Hangbruggen over de grote stromen in de bergen, gemaakt van cabuya-vezel of ichu-gras.
- Schipbruggen over de langzame stromen in vlak gebied, gemaakt van bootjes van totora-riet.
- Houten bruggen, gemaakt van samenstelsels van bomen.
- Stenen bruggen, bestaande uit grote stenen platen, aan weerszijden rustende op uitstekende rotspunten.

De meest tot de verbeelding sprekende waren de hangbruggen. Omdat deze in het midden het laagst hingen, boven de kolkende rivier, zijn er vele verslagen van Spanjaarden en hun paarden die daar in paniek raakten. Deze hangbruggen zijn opgemeten: de grootsten hadden een lengte van circa 42 meter. De bekendste was die over de Apurímac-rivier ten westen van Cuzco. De hangbruggen hadden een vast ontwerp: beneden drie hoofdkabels waarop een loopvlak werd aangelegd van kleinere kabels en gras, en aan elke kant een kabel als een soort leuning. De hoofdkabels waren meer dan mansdik. Om een dergelijke kabel te kunnen versjouwen waren wel honderd man of meer nodig. Deze hoofdkabels werden bevestigd aan enorme stenen bruggenhoofden, goed verankerd in de rots met complete boomstammen. De schipbruggen zijn bekend geworden door het exemplaar dat lag aan de afvoer van het Titicaca-meer.
Het onderhoud van bruggen en wegen was een vaste taak in het kader van de arbeidsdienst mita (beurt). Elke ayllu had daarin zijn eigen vaste taak. De taak van de dorpsgemeenschappen aan weerszijden van een brug was die brug periodiek vernieuwen. Van de hangbruggen moest elk jaar een van de hoofdkabels worden vernieuwd. In vijf jaar werd dus de hele brug vernieuwd. De dorpsgemeenschappen moesten ook zelf zorgen voor steeds voldoende vezels, hetzij cabuya hetzij ichu-gras. Het periodiek vernieuwen gold ook voor de totora-bootjes. Elk jaar een vijfde.
Nadat de Spanjaarden uit het binnenland naar de kust waren getrokken, en nadat de Inca's waren verdwenen, zijn de dorpsgemeenschappen meer dan driehonderd jaar doorgegaan met hun dienst. Pas rond 1875 zijn ze gestopt met het vernieuwen van de bruggen. Vlak voor 1890 zijn die definitief ingestort. De laatste hangbrug die zo verdween, is in de literatuur bekend geworden als De brug van San Luis Rey. Daar is in die tijd een roman over geschreven, die de belangstelling voor de Inca's in het laatste kwart van de 19e eeuw behoorlijk heeft aangewakkerd.
In het kader van de experimentele archeologie heeft een team van archeologen met hulp van de nog bestaande dorpsgemeenschappen een hangbrug nagebouwd, geheel volgens de oorspronkelijke Inca-methode. Het bleek dus wel degelijk te kunnen: een hangbrug van gras.

### Berichtendienst
Volgens de Spaanse kroniekschrijver Pedro Cieza de Leon hadden de Incas een uitmuntende berichtendienst. De berichten werden zo snel doorgegeven dat de Inca-bestuurders binnen een dag wisten wat er op een afstand van 200 mijl was gebeurd. De afstand van Cuzco naar Quito kon de berichtendienst in vijf dagen afleggen, sneller dan Spanjaarden te paard deden.
Het estafette-systeem bestond uit koeriers met de naam chasqui. Elke chasqui liep een stuk, en daarna gaf hij de quipu, de mondelinge toelichting en de waar die ook moest worden overgebracht, door aan de volgende. Er werd 24 uur per dag gelopen. Na elke te lopen afstand was er een wisselstation, met voorraden en ruimte voor verblijf, eten en slapen voor twee man. Elke chasqui liep steeds dezelfde afstand, die hij van buiten kende. De afstand varieerde tussen circa 1200 meter als er veel trappen waren tot twee kilometer op vlak gebied zonder enige hindernis. Gemiddeld bedroeg de afstand ongeveer 1,5 kilometer.
Op een groot deel van de weg in de buurt van Jauja waar een hele rij van wisselstations over een afstand van 25 kilometer nog intact was, heeft een team onder leiding van Victor von Hagen een proef gedaan met moderne indianen. Het resultaat was conform de berichten van de Spaanse kroniekschrijvers. Met ongeoefende indianen werd een gemiddelde snelheid behaald van bijna 17 kilometer per uur. Per dag zouden de koeriers dus 400 kilometer kunnen overbruggen, en in vijf dagen 2000 kilometer.
De chasquis werkten in een ploegendienst van 15 dagen. Het leveren van de benodigde chasquis was vaste mita-taak van de ayllu op wiens gebied de weg lag. Een chasqui had een geheimhoudingsplicht: hij mocht de quipu en de mondelinge toelichting alleen doorgeven aan een andere chasqui. Op overtreding van dit gebod stond de doodstraf.
Om zijn komst aan te kondigen aan een volgende chasqui had hij een apart type schelp om op te blazen. De aflosser kwam hem dan een stuk tegemoet. Terwijl de toelichting en de spullen werden overgegeven liepen ze een stuk samen.
Om zich te verdedigen tegen wilde dieren was de chasqui gewapend met een knots.

### Vervoer te water
Voor vervoer te water waren er in het binnenland de bootjes van totora-riet. Aan de zeekust in het Noorden, ter plaatse van de eerdere Mochica- en Chimúrijken, maakten de indianen van oudsher zeewaardige bootjes van riet, maar daarmee konden ze alleen bij de kust blijven. Deze volken konden echter ook al grote vlotten maken, met zeilen erop. Daarvoor gebruikten ze een zeer lichte soort boomstammen: de balsa. De eerste Spaanse schepen die ter hoogte van de Golf van Tumbez naar het Zuiden voeren kwamen dit soort vlotten al tegen. De Inca's hadden echter geen belangstelling voor de zee, die zij hatun-cocha (groot meer) noemden.

## Cultuur

### Huwelijk en gezin
Wanneer jongeren de huwbare leeftijd hadden bereikt, werden ze geacht een gezin te stichten. Die leeftijd werd voor jongens gesteld op 20 jaar en voor meisjes op 16 jaar. Als het vinden van een geschikte partner te lang duurde, werd het tijd om wat druk uit te oefenen. En als dat ook geen resultaat had, ging de staat een handje helpen. De manier waarop, verschilde volgens de van streek tot streek en van stam tot stam. In veel dorpen werd begin van de zomer de volgende ceremonie gehouden:
Op het dorpsplein werden alle vrijgezellen boven een bepaalde leeftijd, bijvoorbeeld 27 jaar, opgesteld in twee rijen, een voor de mannen en een voor de vrouwen, met de gezichten naar elkaar. Dan bewoog een van de rijen langzaam heen en weer voor de andere rij die stil bleef staan, net zo lang tot alle deelnemers elkaar hadden kunnen bekijken. Dan werd, door het lot door sociale afkomst, iemand gekozen die als eerste een partner mocht aanwijzen in de andere rij. Links of rechts van de gekozene mocht dan de volgende kiezen uit de andere rij. En zo verder, tot een van de twee rijen op was. Dat was meestal de rij van de mannen, want er was continu een vrouwenoverschot. Als men op die manier een partner had gevonden zat men daar nog niet aan vast, want er was ook het proefhuwelijk: servinacuy. Dat proefhuwelijk duurde tussen een jaar en anderhalf jaar. Klikte het dan nog niet, dan kon men zonder verdere plichtplegingen van elkaar af. Het was niet de bedoeling dat er uit een proefhuwelijk kinderen werden geboren, maar was dat wel het geval, dan bleven die bij de moeder.
Ongehuwd moederschap had geen negatief stigma en voor ongehuwde moeders werd door de staat gezorgd via het systeem van basisinkomen in natura. Voor kunstmatige abortus bestond geen sociaal-economische noodzaak en het was dan ook verboden.
Echtscheiding werd als ongewenst beschouwd maar in gevallen van echte ontwrichting van het huwelijk kon het wel worden verkregen. Daarvoor was dan een juridische procedure nodig. Echtgenoten mochten elkaar niet zomaar het huis uitgooien. Als ze dat bijvoorbeeld als gevolg van een ruzie toch deden, moesten ze elkaar weer terug nemen.
Een kind kreeg bij de geboorte nog geen naam. Dat gebeurde pas als het twee jaar oud werd. Tot dan werd het aangeduid met het geluid dat het voortbracht: wawa. De eerste naam was tijdelijk, de echte naam kreeg men pas aan het begin van de puberteit, na het feest van het haar-afsnijden.
Om het vrouwenoverschot te reguleren was er de instelling van de Huizen van de Maagden van de Zon, een soort kloosters.
Vrouwen die geen partner konden krijgen, konden zich daar aanmelden. Ook konden ze proberen een baantje te krijgen bij een van de tempels.
Mensen van globaal boven de 30, die geen partner hadden, werden door de curaca (dorpshoofd) bij elkaar geplaatst in groepen, meestal groepen van vijf, die samen woonden in een huis. Dit verliep zo veel mogelijk via een vorm van eigen keuze. Zij vormden dan een soort plaatsvervangend gezin en tevens een productie-eenheid. Deze manier van samenwonen was ook van groot belang met het oog op de naderende vergrijzing en ouderdom. De mensen waren dan al aan elkaar gewend en bereid elkaar te blijven helpen. Ze waren dan in de loop van de tijd al gegroeid tot een soort zorgeenheid op basis van wederkerigheid.
De Inca's stelden groot belang in persoonlijke hygiëne en in orde en netheid, ook in huis en gezin. Omdat in veel gevallen daar behoorlijk wat aan mankeerde, kreeg elk gezin gemiddeld een keer in het half jaar onaangekondigd bezoek van de huishoudinspecteur (lactacamayoc). De huishoudinspecteur bekeek alles: of men zich wel voldoende waste, of men het haar wel voldoende kamde om het vrij te houden van luizen enzovoort. Kleding, het beddengoed, en de manier van eten bereiden werden geïnspecteerd. Er werd gekeken naar de manier om omgaan met afval en de woning werden gecontroleerd op ongedierte. Was de toestand onvoldoende, en naar de mening van de inspecteur gevolg van onkunde, dan werden instructies gegeven over hoe het wel moest. Als nodig werd dat concreet gedemonstreerd. Was de zaak bij het volgende controlebezoek nog steeds onvoldoende, dan volgde een duidelijke waarschuwing. Bleef de toestand onvoldoende, en vermoedde men opzet of luiheid, dan kon een ceremonie volgen waarbij het echtpaar op het dorpsplein ten overstaan van de dorpsbevolking werd vernederd. Soms werden zij daarna gedwongen het vuil uit de eigen woning op te eten. Ook de man moest dit ondergaan, want ofschoon hij zelf geen taak had in het huishouden was hij wel verantwoordelijk voor de juiste uitvoering ervan. Deze straf was meestal voldoende afschrikwekkend.
Elk gezin gebruikte twee warme maaltijden per dag. Een vlak na zonsopgang, en een vlak voor zonsondergang. Na het eten werd er chicha gedronken, een maisbier gemaakt door maiskorrels te kauwen en te laten fermenteren met menselijk speeksel. Het eten bestond voornamelijk uit koolhydraten. De dieren die in Europa vlees leverden, bestonden niet in Peru. Omdat lama's die nog konden dienen als leverancier van wol of als lastdier niet mochten worden geslacht was de enige leverancier van dierlijk eiwit het Guinese biggetje, maar dat was veel te weinig. Men probeerde dus aan te vullen met vis, maar de snelstromende rivieren bevatten weinig vis die ook nog moeilijk te vangen is. Er was voortdurend een eiwittekort.
De Inca's zelf lieten elke dag verse zeevis leveren via het chasqui-systeem.

### Geloof

#### Goden
De Inca's geloofden in de kracht van de Zon als weldoener van de Aarde. De zon werd daarom vaak geëerd met zonnefeesten. Om te zorgen dat de Maan en de zon niet zouden stoppen, werden stenen op de bergtoppen geplaatst. De zonnegod heette Inti, de maangod Quilla. De verering van de zon werd tijdens het bewind van Viracocha als enig geloof ingesteld. In de praktijk werd echter aan Moeder Aarde, Pachamama meer eer gegeven door het gewone volk.

#### Huaca's
De Inca's hadden een goed inzicht over de manier waarop in de natuur de dingen gebeurden, maar over het wezen van de krachten daarachter tastten ze in het duister. Daarom werd het bestaan verondersteld van allerlei geesten: huisgeesten, bosgeesten, riviergeesten, berggeesten en geesten in gevreesde grote dieren, zoals de poema en de condor. Al die geesten werden verondersteld zich te manifesteren in bijzondere plaatsen, genaamd huaca's. Zo'n plaats kon van alles zijn, maar de bekendste huaca's zijn apart gevormde rotsen of grote rotsblokken met speciale vorm. In Kenko, achter Sacsayhuamán, was deze rots ingebed in een lage halfcirkelvormige muur. Op andere plaatsen, zoals in Pisac, Machu Picchu en Cuzco, waren er complete halfcirkelvormige muren opgetrokken zodat er een soort tempels ontstonden. Op deze plaatsen werden allerlei offers gebracht en ceremonieën gehouden voor de geesten en goden die geacht werden zich daar te manifesteren.
Bij die zonnetempels hoorde een aantal priesters met bedienden. Alle priesters van tempels in heel het land en hun bedienden maakten deel uit van de tien religieuze districten waarin het land was verdeeld. Aan het hoofd stonden een soort bisschoppen. Aan het hoofd van alles stond de hogepriester Villac Umu die zetelde in de Coricancha te Cuzco. Alles bij elkaar had hij wel 4000 personen onder zich. Deze Villac Umu was meestal een broer van de Sapa Inca.

#### Leven na de dood
De elite geloofde in een leven na de dood en vereerde ook haar voorvaderen. De lichamen van de voorvaderen waren de belangrijkste voorwerpen binnen het rijk. De Inca's spraken met hen over de dingen die gingen gebeuren. Op het platteland werden de doden gebalsemd in een tombe in de vorm van een bijenkorf gelegd. Er waren vaten voedsel en chicha bij gezet, zodat men te eten had in het hiernamaals. De begrafenisceremonie, waarbij de vrouwen hun haar afknipten, duurde acht dagen.
Om in het hiernamaals verder te kunnen leven moest voor de normale inwoners van het Rijk het hele lichaam compleet en intact blijven. Dat betekende dat er geen hoofden mochten worden afgehakt, geen hart, longen of andere onderdelen uit het lichaam gehaald en ook geen armen of benen worden afgehakt. Mensenoffers, waarbij dat wel gebeurde, zoals bij de Mochica's of Azteken, waren bij de Inca's dus niet toegestaan.
Wel bestond er een systeem van Boodschappers aan de goden. Daarbij werden kinderen die speciaal daarvoor werden uitgekozen en opgevoed, op jonge leeftijd, meestal voor het tiende jaar, naar hoge bergtoppen gebracht. Na te zijn bedwelmd en bewusteloos te zijn geworden werden ze daar in de nachtelijke vrieskou buiten gelegd. Nadat ze daar waren doodgevroren werden ze in een daarvoor al gereedgemaakt graf begraven. Van daaruit moesten ze in hun hiernamaals de goden blijven bestoken met smeekbeden om allerlei rampen, zoals ziekten en aardbevingen, te laten ophouden. De Inca’s zochten hiervoor zeer hoge bergtoppen uit, in Chili op wel 6400 m hoogte, omdat men daar het dichtst bij de goden was.
Deze praktijk is echter niet goed te vergelijken met de praktijk van mensenoffers. De kinderen werd immers geen haar gekrenkt. Ze zijn teruggevonden als mummie, samen met hun afgesneden haar, dito nagels en zelfs tanden van het melkgebit.
De aanname dat het lichaam compleet en intact moest blijven, had ook gevolgen bij de manier waarop de doodstraf werd uitgevoerd. Daarbij was van alles toegestaan, maar niet onthoofding of verbranden. Toen Atahualpa hoorde dat men hem wilde onthoofden of verbranden raakte hij in paniek en regelde hij door het verhogen van het losgeld dat hij zou worden gewurgd. Zo kon hij in het hiernamaals blijven voortbestaan.

#### Feesten
Elke maand van het jaar waren er religieuze feesten. Deze feesten waren verbonden met de kalender en een fase in de landbouw. In de praktijk werden ze gecombineerd met de regionale markten. Verder waren er combinaties van officiële feesten als onderdeel van het Inca-pantheon met die van regionale godheden. Veel van deze feesten begonnen religieus, maar gingen verder als volksfeesten met gezang en dans. Er waren wel 40 of meer soorten dansen. Deelname aan deze feesten was gratis. Het voedsel en de enorme hoeveelheden maisbier werden aangevoerd vanuit de pakhuizen van de staat en de Zon. Dronkenschap, streng verboden tijdens het werk, was hier regel. De sociale scheidslijnen, duidelijk in het leven buiten de feesten, vervaagden naarmate de dag vorderde. Doordat er geen kunstlicht was gingen de feesten niet in de nacht door. Bovendien moest de meerderheid de volgende dag weer nuchter op het werk verschijnen.
De hoeveelheid feestdagen was groot, volgens sommige kroniekschrijvers wel 120 per jaar. Deze feesten hadden ook een dieper doel. Volgens een uitspraak toegeschreven aan Pachacutec berustte op deze voortdurende verbinding van volk en bestuurders de stabiliteit van het systeem.

### Misdaad en straf
Onderworpen volken en stammen mochten voor wat betreft het lagere deel van de maatschappij de eigen gewoonten, regels en wetten handhaven. Dat had tot gevolg dat op dat niveau voor dezelfde vergrijpen in verschillende regio's andere straffen werden toegepast. In het bovenste deel van de maatschappij werd de algemene Inca-wetgeving doorgevoerd. Waar tussen de twee helften precies de grens liep was onduidelijk, zo laten de optekeningen van de Spanjaarden zien.
Het systeem van de verzorgingsstaat had ook tot doel ervoor te zorgen dat niemand een gerechtvaardigd motief kon hebben om uit stelen te gaan. Werd iemand toch betrapt op diefstal, dan werd eerst gekeken wat de oorzaak was. Leed iemand gebrek, dan werd de functionaris die zijn werk niet had gedaan gestraft, niet de dief. Bij doodslag werd ook eerst gekeken wat de oorzaak was. Was de doodslag het gevolg van gerechtvaardigde zelfverdediging, dan volgde er geen veroordeling.
Het Inca-rijk was verdeeld in een aantal sociale klassen. Voor elke klasse was er een aparte lijst van straffen en een eigen rechtscollege. De berechting van misdaden werd toegewezen aan het rechtscollege dat daarvoor bevoegd was. De straf was definitief, beroep was niet mogelijk.
De doodstraf kon nooit worden opgelegd op dorpsniveau, maar altijd minimaal één trap hoger.
Het systeem was vooral preventief. Herhaling van op zich simpele vergrijpen werd telkens zwaarder gestraft. Als iemand daar maar lang genoeg mee doorging, kon uiteindelijk zelfs voor eenvoudige vergrijpen de doodstraf worden uitgesproken. Dit principe zorgde voor veel verwarring bij de Spaanse kroniekschrijvers.
Iedereen kon een aangifte doen van een misdrijf. Dat werd dan direct behandeld door het daarvoor aangewezen rechtscollege. Beide zijden mochten hun verhaal doen en zich laten bijstaan door willekeurig ieder ander. Officiële advocaten bestonden niet. Als uit de verhalen van beide zijden geen bewijs kon worden gevonden, moest het college op zoek naar bewijzen. Daarvoor had men maar beperkt de tijd. De opvatting van de Inca's was dat er een direct verband moest blijven bestaan tussen misdaad en straf, dus de tijd daartussen mocht niet te groot worden. Bovendien kon iemand in voorarrest zijn eigen werk niet doen, en moest zijn gezin door de staat worden onderhouden. De tijd die een college had voor extra onderzoek varieert in de optekeningen van 10 tot 14 dagen. Was er aan het eind van die termijn geen bewijs gevonden, dan werd de verdachte vrijgesproken. Was er wel een bewijs, dan werd de straf onmiddellijk uitgevoerd.
De doodstraf was een vrij algemene straf. Deze straf stond op moord, doodslag, echtbreuk, verkrachting, het inbreken in staatsmagazijnen, het stelen van lama's van transportkudden, het vernielen of saboteren van belangrijke waterleidingen en irrigatiekanalen, het in brand steken van bruggen, het verplaatsen van grensstenen tussen diverse gebieden, en het beledigen van een Inca-functionaris. De meest voorkomende methoden waarop de doodstraf werd uitgevoerd waren steniging, het ophangen aan haren of aan voeten en het in de afgrond duwen. Minder zware straffen waren openbare terechtwijzing, een flink pak ransel in het openbaar en dwangarbeid in mijnen of op coca-plantages in de jungle. De straffen voor het gewone volk waren direct, die voor de bestuursfunctionarissen meer indirect.
Speciale aandacht van de Sapa Inca ging uit naar machtsmisbruik door hogere bestuurders. Het Inca-rijk bestond uit meer dan honderd aparte valleien, waar een bestuurder langzaam een systeem van corruptie en machtsmisbruik zou kunnen opbouwen. Door manipulatie van de quipu-statistiek kon worden voorkomen dat dat in Cuzco bekend raakte. Als de Sapa-Inca aanwijzingen kreeg dat er ergens iets in die zin aan de hand was, werd het systeem ingeschakeld van de geheime spionnen, de tucui-ri-cuc (hij-die-alles-ziet). Meestal werden twee van deze spionnen op pad gestuurd, zonder dat die elkaar kenden en dat ook niet van elkaar wisten. De vrees voor deze spionnen was groot, want ze waren niet herkenbaar. Deze tucui-ri-cucs kregen een bepaalde tijd voor hun onderzoek. Aan het eind moesten ze allebei hun rapport overleggen. Die twee rapporten werden dan naast elkaar gelegd en vergeleken. Als ze gelijkluidend waren en bevestigden dat van grootschalig machtsmisbruik sprake was, werd onmiddellijk ingegrepen. Speciale functionarissen werden gestuurd om de in- en uitgangen van de vallei te bewaken en ontsnappen te verhinderen. Tegelijk werd een aparte militaire afdeling gestuurd om de machtsmisbruiker op te pakken.
Een paar dagen later werd het opleggen van de straf georganiseerd. Op een groot verhoogd stenen podium zetelde de Inca in een stenen zetel, omringd door allerlei helpers. Rondom het podium stonden duizenden onderdanen van de te straffen bestuurder. Deze werd geboeid voorgeleid. Met luide stem las de Inca de aanklacht voor en de bewijzen die de tucui-ri-cucs hadden verzameld. Ook de familie en andere medeplichtigen werden genoemd.
Daarna kwamen er twee aparte functionarissen met ieder een gouden schaal. Op de ene lag een gouden pincet, op de andere een kompres met kruiden en bloedstelpende middelen.
Dan sprak de Inca: Gij hebt van onze Vader de Zon twee ogen gekregen: een om het goede te zien en te bevorderen en een om het kwade te zien en te bestrijden. Dat tweede oog hebt gij niet gebruikt en vanaf nu hebt gij het ook niet meer nodig. Daarop werd het linkeroog uitgerukt en vervangen door het bloedstelpende kompres. Vervolgens werden hem alle gunsten en extra’s behorende bij de functie afgenomen. Ten slotte werd hem op het verwijderde oog een zwart lapje bevestigd, dat hij de rest van zijn leven moest dragen. Hij bleef wel in functie en hij moest voortaan elke dag de ronde doen in de kale draagstoel, met dat zwarte lapje op. Zijn onderdanen hoefden zich bij de ontmoeting met hem niet meer naar hem toe te wenden en te begroeten. Ze moesten zich integendeel omkeren en hun achterwerk omhoog steken ten teken van minachting. In feite betekende dit een levenslange straf. Daarom werd deze straf als veel erger beschouwd dan de doodstraf. De angst voor deze straf was enorm, niet zo zeer vanwege het uitrukken van het oog maar voor de vernedering daarna. Kroniekschrijvers berichtten dat er gevallen waren geweest waarbij verdachten in het zicht van deze straf zelf vrijwillig de dood kozen. Daarmee ontnamen ze de Sapa Inca de mogelijkheid om de straf ter waarschuwing van anderen daadwerkelijk uit te voeren. Bovendien moest hij daardoor op zoek naar een andere bestuurder, wat doordat het een erfelijke functie was niet eenvoudig was.
Het oordeel van vrijwel alle Spaanse kroniekschrijvers over het systeem was: streng, maar rechtvaardig. En effectief, want diefstal kwam bijna niet voor en andere opzettelijke misdrijven evenmin.

### Taal
De Inca's spraken een zuidelijke variant van het Quechua. De Inca-elite, de échte Inca's, spraken een "geheime" taal waarvan de wetenschap nog steeds niet weet welke taal het is. De Academia Mayor de la Lengua Quechua in Cuzco beweert dat het een hogere vorm van Quechua was (hoewel de Inca's niet uit het voor die taal oorspronkelijke gebied kwamen). De linguïst Alfredo Torero maakt aannemelijk dat de eigenlijke Inca-stam, die de elite van het Tawantinsuyu werd, een oude Aru-vorm (een Aymara-variant) sprak, maar is daarbij in een langslepende discussie beland met onder andere Rodolfo Cerrón-Palomino die meent dat de Inca-elite Pukina sprak, aangezien er aanwijzingen zijn dat Pukina de taal was van Tiwanaku, van welk rijk de Inca's beweerden de opvolgers te zijn.
Het Quechua is een taal waarvan de oorsprong in het kustgebied van Midden-Peru ligt. Deze taal verspreidde zich naar het gebied van Cuzco en werd vervolgens door de Inca's gebruikt als de lingua franca van hun rijk en op die manier verspreid over de Andes.
Andere talen, waarvan het Aymara het belangrijkste was, werden zo veel mogelijk onderdrukt. Wanneer de Inca's een nieuw gebied veroverd hadden, deporteerden ze een deel van de bevolking, dat ze vervingen door indiaanse stammen die de Inca's beter gezind waren en al de Incacultuur droegen en Quechua spraken. Hierdoor konden ze hun taal en cultuur effectief aan de onderworpen volkeren opleggen.

### Techniek
Zeer opvallend was het verschil tussen de bereikte resultaten en de primitiviteit van de werktuigen. Ter houtbewerking beschikten de Inca’s niet over zagen of schaven, zodat men geen houten meubelen kon maken. Meubels waren dus afwezig in huizen en paleizen.
De Inca’s kenden wel de techniek van het weven. Ze maakten textiel in ingewikkelde patronen en van zeer fijne draad. Soms kwamen er wel 150 draden op een centimeter. De spinklossen en de weefgetouwen waren echter zeer eenvoudig. Het weefgetouw was met een koord vastgemaakt aan een boom en met het andere koord om het middel van de weefster. Dezelfde techniek wordt tegenwoordig nog toegepast.
De Inca’s beschikten niet over scharen. Daarom werd elk stuk precies op de nodige lengte geweven. Te kort uitgevallen stukken konden wel aan elkaar worden genaaid. Daarvoor werden naalden gebruikt van een bepaald soort cactus.
De Inca’s bewerkten metaal. Ze maakten voorwerpen van goud, zilver, koper en brons. Om het vuur aan te blazen gebruikte men holle pijpen. Om meer zuurstof te krijgen voor het vuur werden ovens gebouwd op bergtoppen en andere plaatsen met veel wind. Zo slaagde men er in om heel hoge temperaturen te bereiken, zelfs voor legeringen met platina erin.
Onbekend is hoe de Inca’s zeer harde steensoorten als graniet, dioriet en basalt glad kregen. Ze beschikten niet over ijzer, maar alleen over bronzen beitels. Harde stenen werden bewerkt met stenen beitels met een nog grotere hardheid.

### Kleding
De kleren van de Inca's waren gemaakt van katoen of wol. De mannen droegen een lendendoek die om hun middel hing met daarover een tuniek, die op een poncho leek en gemaakt was van alpacawol. Als het koud was, hadden ze een mantel van wol om. Aan hun voeten hadden ze sandalen en ze hadden wollen koordjes in hun haar.
De vrouwen hadden een enkellange tuniek van alpacawol aan. Daarover hadden ze een omslagdoek, die op werd gehouden met een speld. Ook vrouwen hadden sandalen aan hun voeten.
Hogere Inca's hadden dezelfde kleren aan, maar die waren van een betere kwaliteit. Ook hadden zij speciale voorwerpen zoals hoofdtooien en gouden sieraden en oorknoppen.

### Goud

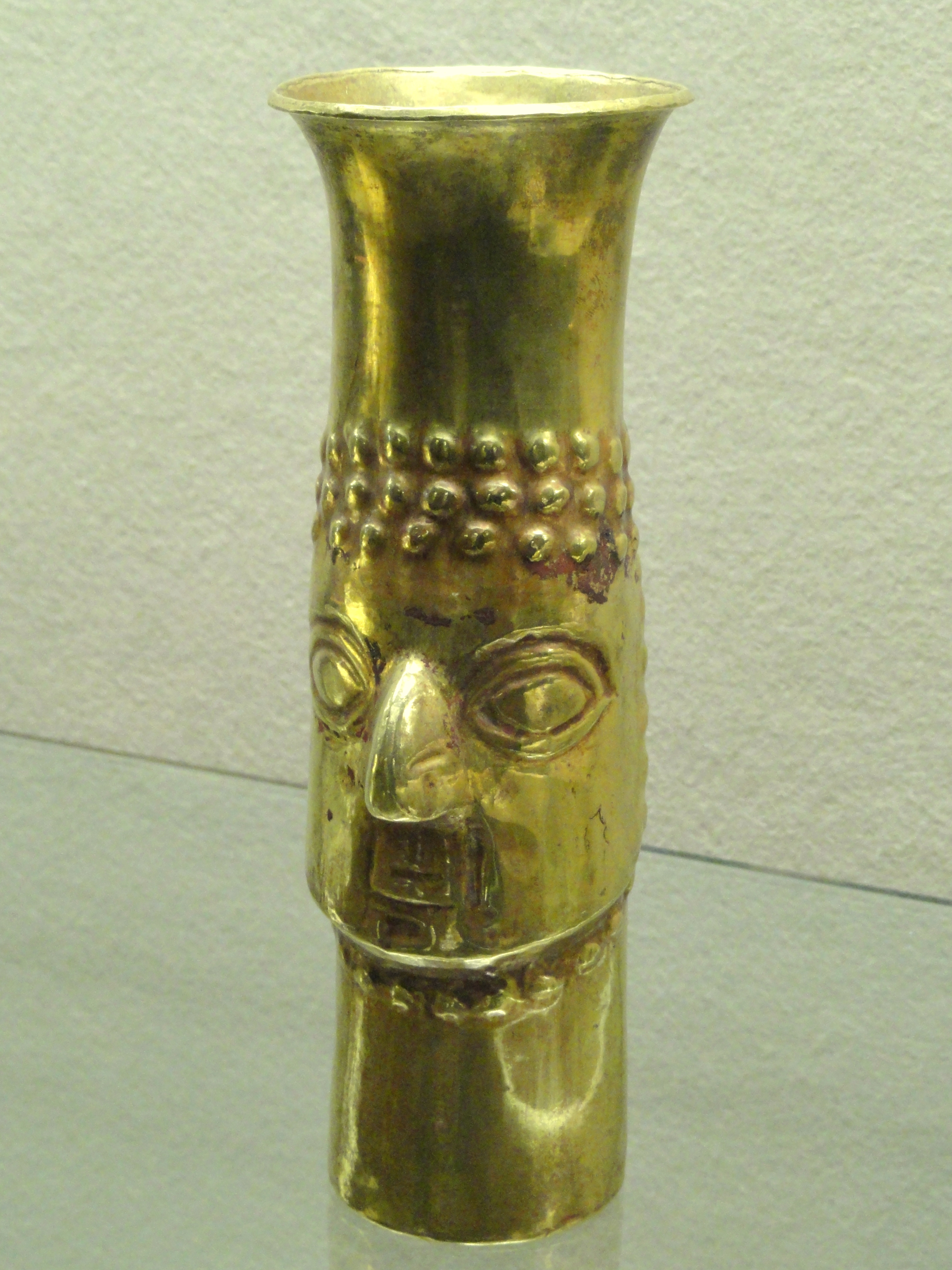
Inca Gouden Kero 1450-1532

Voorwerpen van goud en zilver vertegenwoordigden geen kapitaal bij de Inca's, zoals dat in de hedendaagse bankwereld wel het geval is. Goud en zilver waren geschenken aan de goden en de Incaheersers om het voortbestaan van de wereld te garanderen. Metaal en de Andes zijn onlosmakelijk met elkaar verbonden. De rijkdom aan edelmetalen van de Inca’s spreekt ook tegenwoordig nog veel mensen aan. Er zijn nog steeds mensen op zoek naar El Dorado, en naar mythische schatten van de Inca’s: gouden en zilveren voorwerpen die de Inca’s zouden hebben verborgen voor de Spanjaarden tijdens de verovering van het Inca-rijk. Zo laat een trotse Inca aan Kuifje en zijn reisgenoten de Incaschat zien, in Kuifje en de Zonnetempel. Vooral in de zeventiende eeuw waren de zilvermijnen van plaatsen als Potosi in Bolivia wereldvermaard. De jaarlijkse La Flota Zilvervloot, dat een deel van het gedolven zilver naar Europa vervoerde, trok zeerovers uit veel Europese landen aan als vliegen op de stroop.
De Spaanse veroveraars leerden al snel dat er een geweldige hoeveelheid kostbaar metaal in de bodem te vinden was. Naast het delven van goud en zilver uit geologische afzettingen zoals in de Potosi zilvermijnen, konden zij op een veel minder arbeidsintensieve manier de Peruaanse grond uitbuiten. De graven van de gewezen heersers en hun adel bleken enorme schatten aan goud en zilver te bevatten. Dit goud en zilver was natuurlijk al gedolven, gesmolten en bewerkt en al snel bleek het ontginnen van de grafvelden dan ook een zeer lucratieve bezigheid. Vrij snel na de verovering besloot de Spaanse kroon dan ook dat grafvelden vanaf dat moment wettelijk gelijkgesteld moesten worden aan geologische goudaders. Zodra de grafvelden als zodanig geregistreerd stonden en eigendomsaktes uitgeschreven waren, konden de grafvelden op systematische wijze geëxploiteerd en belast worden (door het koningshuis van Castilië werd 20 procent belasting geheven op mijnbouwproducten). Deze aanpak leidde tot buitensporige plunderingen van sites zoals Huaca del Sol, waar de bedding van de Moche rivier omgelegd werd zodat via hydraulische mijnbouw de Moche-tempel sneller afgegraven kon worden. De gouden en zilveren offergaven uit de graven konden zo sneller omgesmolten worden. Nabij de oude hoofdstad van het Chimu-rijk, in Chan Chan, benoemde de Spaanse kroon zelfs een koninklijke goudsmid, toen duidelijk werd hoeveel goud uit de koningsgraven van de Chimu tevoorschijn kwam
Het religieuze centrum van het Incarijk werd gevormd door de Qoricancha, de Zonnetempel. Dit complex bestond uit een aantal tempels, waarin niet alleen de zon maar ook de maan en de hemellichamen als Venus, Orion en de Pleiaden, en de belangrijkste weerfenomenen als de regenboog en onweer vereerd werden. De tempelmuren waren bekleed met platen van goud en zilver. In de tuin stonden levensechte gouden en zilveren beelden van mensen, maïsplanten, kuddes lama's met herders, reptielen, insecten, etc. Ook stond er een massief gouden beeld van een jongen en een ronde gouden plaat die voor de Inca's de meest vereerde voorstellingen van de Zonnegod vormden Ook bevonden zich in dit complex de belangrijkste cultusbeelden van de onderworpen volkeren. Hoewel ze in feite gijzelaars waren, werden ze eerbiedig behandeld en rijkelijk voorzien van offerandes, tenzij hun volk zich in de ogen van de Inca's misdroeg. Dan viel hen minachting en mishandeling ten deel, hetgeen hun volk spoedig zou dwingen tot medewerking. Mensenoffers werden in principe niet gebracht. Een beperkt aantal offers van mensen, vooral van kinderen, werd gebracht ten tijde van ernstige crises en vond meestal op een bergtop plaats, na een rondgang door het rijk.

## Leger
De Sapa Inca stond aan het hoofd van het leger. Hij had een persoonlijke lijfwacht voor het geval dat hij in gevaar kwam. Hij koos ook zelf zijn generaals uit. Alle mannen tussen de 25 en 50 jaar konden hiervoor in aanmerking komen. Als ze in aanmerking kwamen, werden ze speciaal opgeroepen.
Het goed georganiseerde leger werd hiërarchisch bestuurd:
- de 'Chunka Camayoq' had 10 mensen onder zich.
- de 'Pachaq Camayoq' had 100 mensen onder zich
- de 'Waranqa Camayoq' had 1000 mensen onder zich
- de 'Apu' was de kapitein van 2500 mensen
- de 'Hatun Apruratin' was een onderbevelhebber met 5000 mensen onder zich
- de hoogste bevelhebber was de generaal, die 10.000 mensen onder zich had

### Wapens
De Inca's in het oosten waren experts met de boog. De kuststammen gebruikten vooral speren en werppijlen. Sommige stammen gebruikten bola's, dat waren 2 of 3 stenen die door koorden bij elkaar werden gehouden. Dit wapen kon zich rond de benen of poten van mens of dier wikkelen en kon gemene wonden veroorzaken. Houten zwaarden met bronzen snijvlakken werden overal gebruikt. Het leger in oorlogstijd bestond uit ongeveer 250.000 soldaten, in vredestijd uit 70.000 manschappen.
Een bijzonder wapen dat de Inca's gebruikten waren gloeiende stenen, gewikkeld in een met brandbare vloeistof doordrenkte doek. Wanneer deze stenen naar de vijand werden geslingerd, vatten ze door de wrijving vlam, waardoor ze insloegen als brandbommen.

### Strategie
De Inca's begonnen hun gevechten met veel lawaai. Dan begonnen de slingeraars, gevolgd door de boogschutters, pijlwerpers en de bola's. Vervolgens begon het lijf-aan-lijfgevecht. De Inca's zochten de belangrijkste krijgers in het leger die vervolgens werden uitgeschakeld door een speciaal uitgezocht groepje krijgers.
De reservetroepen werden weggehouden van verwarrende gevechten zodat ze naar de frontlijn konden worden gestuurd als dit nodig was. Ze konden dan via een zijkant aanvallen, of gewoon rugdekking geven aan de aanvallende troepen. De Inca's probeerden de vijand van een sterke positie te verdrijven door de vegetatie in brand te steken.